# Comuna Solonka, Pustomîtî
Solonka (în ucraineană Солонка) este o comună în raionul Pustomîtî, regiunea Liov, Ucraina, formată din satele Malecikovîci, Nahoreanî și Solonka (reședința).

## Demografie
Componența lingvistică a comunei Solonka
     Ucraineană (96,07%)
     Rusă (3,62%)
     Alte limbi (0,17%)
Conform recensământului din 2001, majoritatea populației comunei Solonka era vorbitoare de ucraineană (96,07%), existând în minoritate și vorbitori de rusă (3,62%).